# Grace Slick
Grace Slick (* jako Grace Barnett Wing; 30. října 1939, Evanston, Illinois, USA) je americká zpěvačka a malířka. V 60. letech byla členkou skupin The Great Society a Jefferson Airplane. V 70. letech potom Jefferson Starship.

## Diskografie

### Sólová alba
- Manhole (1973)
- Dreams (1980)
- Welcome to the Wrecking Ball! (1981)
- Software (1984)
- The Best of Grace Slick (1999) (kompilace)

### The Great Society
- Conspicuous Only in its Absence (1968)
- How It Was (1968)
- Born to Be Burned (1995)

### Jefferson Airplane
- Surrealistic Pillow (1967)
- After Bathing at Baxter's (1967)
- Crown of Creation (1968)
- Bless Its Pointed Little Head (1969)
- Volunteers (1969)
- Bark (1971)
- Long John Silver (1972)
- Thirty Seconds Over Winterland (1973)
- Early Flight (1974)
- Jefferson Airplane (1989)

### Jefferson Starship
- Dragon Fly (1974)
- Red Octopus (1975)
- Spitfire (1976)
- Earth (1978)
- Modern Times (1981)
- Winds of Change (1982)
- Nuclear Furniture (1984)

### Starship
- Knee Deep in the Hoopla (1985)
- No Protection (1987)

### Paul Kantner
- Blows Against the Empire (1970)
- Sunfighter (1971)
- Baron von Tollbooth and the Chrome Nun (1973)
- Planet Earth Rock and Roll Orchestra (1983)

### Různé
- If I Could Only Remember My Name (David Crosby) (1971)
- Papa John Creach (Papa John Creach) (1971)
- Rolling Thunder (Mickey Hart) (1972)
- Seastones (Ned Lagin) (1975)
- 69 Times (Rick James) (1982)
- Heart (Heart) (1985)
- Back to Avalon (Kenny Loggins) (1988)
- Deep Space / Virgin Sky (Jefferson Starship) (1995)
- In Flight (Linda Perry) (1996)
- Windows of Heaven (Jefferson Starship) (1999)
- Jefferson's Tree of Liberty (Jefferson Starship) (2008)